# كأس سلوفاكيا 2015–16
كأس سلوفاكيا 2015–16 (بالسلوفاكية: Slovnaft Cup 2015/2016)‏ هو الموسم 23 من كأس سلوفاكيا. أقيم خلال الفترة 25 يوليو 2015 وحتى 30 أبريل 2016، وكان عدد الأندية المشاركة فيه 170، وفاز فيه نادي ترنتشين.